# Distretto di Barvinkove
Il distretto di Barvinkove (in ucraino Барвінківський район?) era un distretto (rajon) dell'Ucraina, situato nell'oblast' di Charkiv. Il suo capoluogo era Barvinkove. È stato soppresso con la riforma amministrativa del 2020.